# Karbolchampinjon
Karbolchampinjon (Agaricus xanthodermus), eller Giftchampinjon, är en svampart i familjen Agaricaceae som är svagt giftig (kan vid förtäring orsaka obehagliga men övergående magsmärtor och kräkningar). Den växer i gräsmark eller bar jord i ofta parker och trädgårdar.  Den påstås vara kalkgynnad och förekommer i Götaland och Svealand.  Den känns igen främst på sin obehagliga doft och att den gulnar mycket kraftigare än Snöbollschampinjon, samt att den blir kromgul i fotbasen. 
Arten är reproducerande i Sverige.